# 竹濱修
竹濵 修（たけはま おさむ、1958年 - ）は、日本の法学者。専門は、商法・保険法。立命館大学法学部教授。

## 略歴
1958年京都市生まれ。立命館中学校・高等学校を経て1981年立命館大学法学部法学科卒業、その後同大学院法学研究科民事法専攻に進み、1986年3月に博士後期課程を単位取得満期退学する。
1986年4月近畿大学法学部講師をはじめに、1989年4月より立命館大学法学部助教授となり、1993年教授、2012年4月からは立命館大学法学部長を務めた。

### 職歴
| 就任年日         | 組織             | 役職             |
| ---------------- | ---------------- | ---------------- |
| 1986/04-1989/03  | 近畿大学法学部   | 専任講師         |
| 1989/04-1993/03  | 立命館大学法学部 | 助教授           |
| 1993/04-         | 立命館大学法学部 | 教授             |
| 2007/04-2009/03  | 立命館大学大学院 | 法学研究科長     |
| 2012/04- 2015/03 | 立命館大学法学部 | 法学部長         |
| 平成18-20年度    | 法務省法制審議会 | 保険法部会幹事   |
| 平成18-19年度    | 旧司法試験       | 考査委員（商法） |
| 平成20-23年度    | 新司法試験       | 考査委員（商法） |
| 1998/10-         | 日本海法学会     | 理事             |
| 2006/05-         | 日本空法学会     | 理事             |
| 2006/06-         | 信託法学会       | 理事             |
| 2008/10-         | 日本保険学会     | 理事             |
| 2010/10-         | 日本私法学会     | 理事             |

竹濵 修 - 立命館大学研究者データベースを参照

## 研究テーマ
- 保険法の研究
- 保険者免責の研究
- 事実上の取締役の研究

## 著書
- 編『基礎クラス＋α　会社法』（法律文化社、2010）
- 共著『保険法（第３版）』（有斐閣、2010）
- 著『保険法入門（日経文庫）』（日本経済新聞出版社、2009）
- 監修『速報Ｑ＆Ａ新保険法の要点解説』（金融財政事情研究会、2009）